# استلا (فیلم ۱۹۹۰)
استلا (به انگلیسی: Stella) فیلمی محصول سال ۱۹۹۰ و به کارگردانی جان ارمن است. در این فیلم بازیگرانی همچون بت میدلر، جان گودمن، ترینی آلوارادو، استیون کالینز، مارشا ماسون، اشلی پلدن، الیسن پورتر، آیلین برنان، لیندا هارت، بن استیلر و ویلیام مک‌نامارا ایفای نقش کرده‌اند.